# Herbário

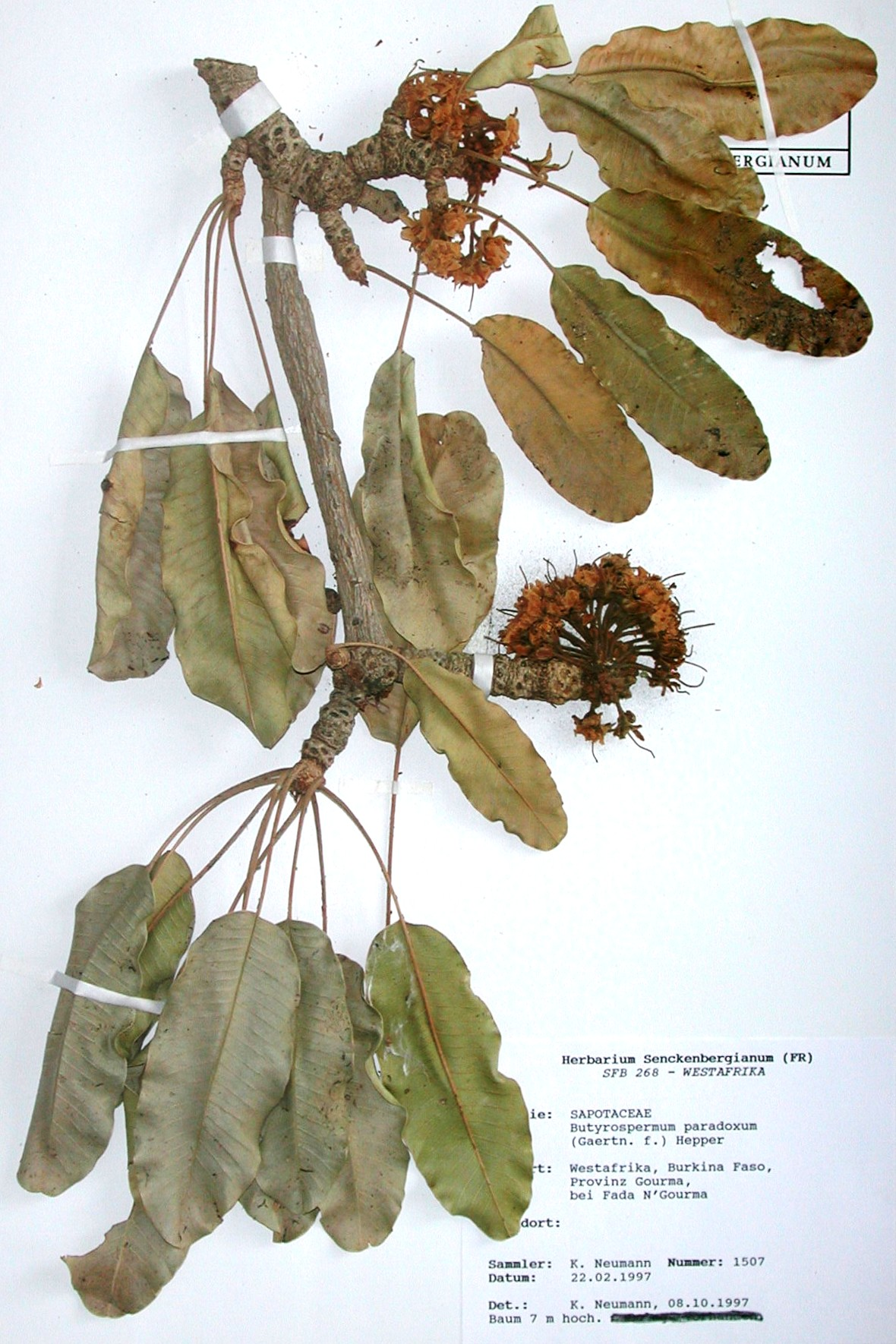
Exemplar de herbário (exsicata) de Vitellaria paradoxa adequadamente montado numa folha de papel, com a sua etiqueta de identificação

Herbário é uma coleção dinâmica de plantas secas prensadas, de onde se extrai, utiliza e adiciona informação sobre cada uma das populações e/ou espécies conhecidas e sobre novas espécies de plantas.
Os herbários abrigam uma grande quantidade da informação e dados sobre a diversidade vegetal, tais como a conservação, ecologia, fisiologia, farmacologia e agronomia, a fim de que possa ser estudada a recuperação da vegetação, das paisagens degradadas e para que se incremente a resistência a pragas, o melhoramento vegetal, a extração de produtos farmacêuticos e outros.

## Construção
Estas coleções de espécies de plantas secas são cuidadosamente pressionadas e coladas em papel pesado. Estas espécies encontram-se devidamente catalogadas e identificadas com informação acerca das plantas e o local onde foram colhidas. Aliás, num herbário, a sua coleção está em constante atualização. Regularmente são feitas novas colheitas de exemplares, acompanhadas com informações adicionais sobre a evolução do habitat, do clima, da vegetação, e outras informações que se considerarem relevantes. Se corretamente conservadas, um espécie-tipo pode durar centenas de anos.
Uma espécie de planta num herbário é uma fonte insubstituível de registo da biodiversidade das plantas e serve como referência a muitas e variadas funções, incluindo identificação, pesquisa e educação.

## Herbariologia
A herbariologia, ramo da {Botânica} que tem como objectivo o estudo das plantas em herbário, visa contribuir para o conhecimento da biodiversidade vegetal mundial, fornecendo uma coleção de espécimes das populações naturais, que constituem referências científicas, ou que podem ter grande interesse para a preservação e conservação da biodiversidade.
O papel desempenhado pelos herbários nos estudos de biodiversidade é cada vez mais reconhecido pelos investigadores. Através de uma enorme base de dados de onde se está constantemente a extrair, utilizar e adicionar informações sobre cada uma das populações e/ou espécies é possível aplicar essa informação nas mais variadas disciplinas, tais como fisiologia, ecologia, agronomia, farmacognosia, etnobotânica, com os mais diversos objectivo: recuperação de áreas degradadas, resistência a pragas, melhoramento vegetal, desenvolvimento de compostos com interesse farmacológico, etc.
A manutenção e ampliação dos herbários constituem uma preocupação crescente face o aumento dramático de espécies vegetais ameaçadas a nível mundial. Todo o trabalho de preservação das colecções é feito com grande precisão. Quando estudados no Herbário, descobre-se que algumas espécies são desconhecidas e no seu devido tempo serão descritas e ser-lhes-á atribuído um nome científico. Outras espécies, uma vez examinadas e determinadas tornam-se material de pesquisa essencial nos estudos de sistemática, micromorfologia, bioquímica e genética molecular. 
A observação cuidadosa das espécies permite conduzir estudos acerca da estrutura das plantas, a sua morfologia e anatomia, enquanto que a análise comparativa com outros espécies de diferentes períodos históricos permite o exame das variações que ocorreram no tempo e assim avaliar a diversidade inter e intra-específica.